# Кересть (река)

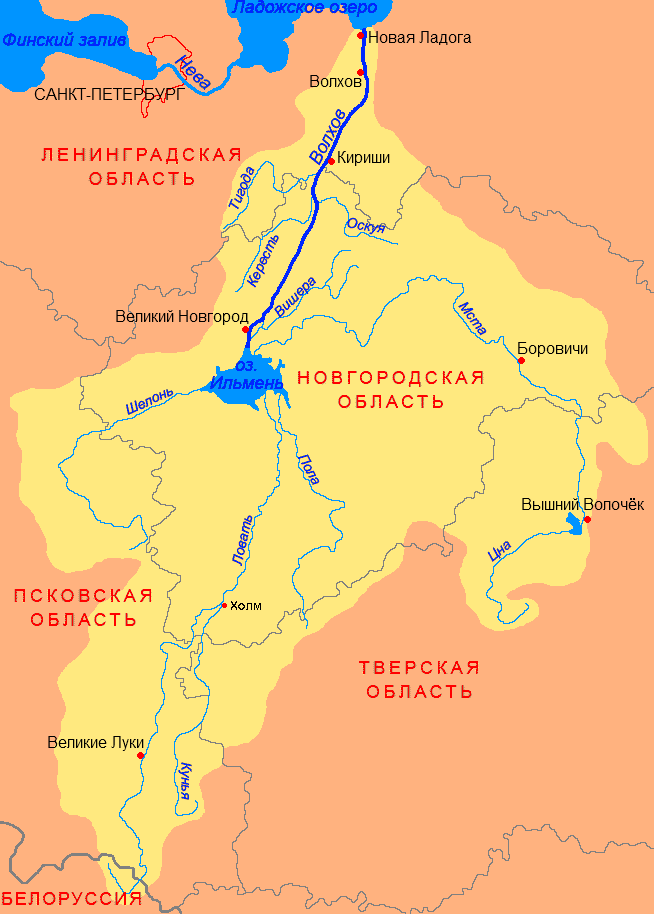
Бассейн Волхова и озера Ильмень

Ке́ресть — река в Новгородской области России, левый приток Волхова. Длина — 100 км, площадь водосборного бассейна — 933 км².
Вытекает из болот в Новгородском районе, близ границы с посёлком Батецкий, неподалёку от истоков реки Луга. Впадает в Волхов в Чудовском районе севернее посёлка Краснофарфорный и села Грузино. Имеет множество мелких притоков. В районе деревни Сябреницы пересекается автотрассой М10. На небольшом участке протекает по границе с Ленинградской областью.
На реке Кересть расположен город Чудово. Неофициальный гимн города начинается со слов «Над Керестью-рекой …».

## Притоки
- в 87 км от устья слева впадает река Ереша
- в 84 км от устья слева впадает ручей Слиговка
- в 82 км от устья слева впадает река Горенка
- в 77 км от устья справа впадает ручей Барская Канава
- в 59 км от устья справа впадает река Трубица